# 16. Panzergrenadier-Division
Pour les articles homonymes, voir 16e division.
La 16. Panzergrenadier-Division (littéralement en français : la « 16e division de grenadier des blindés») était une division d'infanterie mécanisée (en allemand : Panzergrenadier-Division) de l'Armée de terre allemande (la Heer), au sein de la Wehrmacht, pendant la Seconde Guerre mondiale.

## Histotique de la16ePanzergrenadier Division
En juin 1940, l’unité porte le nom de 16. Infanterie Division et participe à la bataille de France. En novembre 1940, elle devient la 16. Panzer Division et une nouvelle  16. Infanterie Division motorisée est créée à partir de la 228e division d'infanterie. 
Du 6 avril au 28 mai 1941 la 16 Infanterie Division motorisée  est engagée dans la bataille de Grèce  puis elle rejoint ensuite le groupe d'armées Centre, participe à l'opération Barbarossa et se bat à Kiev et Kowsk, et participe à la bataille de Moscou.
En 1942, elle participe à l'opération Fall Blau, où elle est la première unité allemande à entrer en Asie. Elle prend Maïkop puis est envoyée vers Astrakhan.
À la suite de la contre-offensive russe de l'hiver 1942-1943, elle est rattachée au Groupe d'armées Don avec lequel elle participe aux combats dans le bassin du Donets et sur le Mious. En 1943, elle devient la 16. Panzergrenadier Division en transformation de la 16. Infanterie Division motorisée, rejoint le groupe d'armées Sud et se bat à Zaporijjia et Krivoï-Rog .
Le 15 avril 1944, en raison des pertes subies, elle est renommée Kampfgruppe 16. Panzergrenadier-Division et est transférée en France. Le 13 mai 1944, les éléments survivants intègrent la 179e Panzerdivision qui prend alors le nom de 116e Panzerdivision avant d'être renommée 16. Infanterie Division en raison des pertes subies.
En août 1944, elle combat dans la poche de Falaise.

Le 9 octobre 1944, la 16e Volksgrenadier Division est créée à partir des restes des 16. Infanterie Division, 158e division de la réserve et 16. Luftwaffen-Feld-Division et est engagée en décembre 1944 dans la bataille des Ardennes.

## Emblèmes divisionnaires

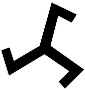
Emblème de la 16. Infanterie-Division (mot.).
Emblème de la 116. Panzer-Division.

## Commandement
| Début                   | Fin              | Grade           | Nom                            |
| ----------------------- | ---------------- | --------------- | ------------------------------ |
| Octobre 1934            | 12 octobre 1937  | Generalleutnant | Gerhard Glokke                 |
| 12 octobre 1937         | 31 janvier 1940  | Generalleutnant | Gotthard Heinrici              |
| 1er février 1940        | 31 mai 1940      | Generalmajor    | Heinrich Krampf                |
| 1er juin 1940           | 6 août 1940      | Generalmajor    | Hans-Valentin Hube             |
| Première réorganisation |                  |                 |                                |
| 12 août 1940            | 15 mars 1941     | Generalleutnant | Friedrich-Wilhelm von Chappuis |
| 15 mars 1941            | mi-août 1941     | Generalleutnant | Sigfrid Henrici                |
| mi-août 1941            | mi-novembre 1941 | Generalleutnant | Johannes Streich               |
| mi-novembre 1941        | 1942             | Generalleutnant | Sigfrid Henrici                |
| 1942                    | 1942             | Oberst          | Gerhard Müller                 |
| 1942                    | 13 novembre 1942 | Generalleutnant | Sigfrid Henrici                |
| 13 novembre 1942        | 20 mai 1943      | Generalmajor    | Gerhard Graf von Schwerin      |
| 20 mai 1943             | 23 juin 1943     | Oberst          | Wilhelm Crisolli               |
| Deuxième réorganisation |                  |                 |                                |
| 5 août 1944             | 11 octobre 1944  | Generalmajor    | Ernst Haeckel                  |

## Composition
Composition de la 16e Panzergrenadier Division en juin 1943 : 
- Panzer Grenadier Regiment motorisé 60
- Panzer Grenadier Regiment motorisé 156
- Panzer Aufklärungs Abteilung 116 (Groupe de reconnaissance)
- Panzer Abteilung 116 (bataillon de chars)
- Panzerjäger Abteilung 228 (Groupe de chasseurs de chars)
- Artillerie Regiment 146
- Flak Artillerie Abteilung 281 (Groupe de Flak)